# Постави
Постави (на беларуски: Паставы; на руски: Поставы) е град в Беларус, административен център на Поставски район, Витебска област. Населението на града е 19 881 души (по приблизителна оценка от 1 януари 2018 г.).

## История
За пръв път селището се упоменава през 1409 година.